# Episodi di Daniel Boone (quinta stagione)
La quinta stagione della serie televisiva Daniel Boone è stata trasmessa in anteprima negli Stati Uniti d'America dalla NBC tra il 19 settembre 1968 e il 1º maggio 1969.
| nº | Titolo originale                        | Titolo italiano | Prima TV USA      | Prima TV Italia |
| -- | --------------------------------------- | --------------- | ----------------- | --------------- |
| 1  | Be Thankful for the Fickleness of Women |                 | 19 settembre 1968 |                 |
| 2  | The Blackbirder                         |                 | 3 ottobre 1968    |                 |
| 3  | The Dandy                               |                 | 10 ottobre 1968   |                 |
| 4  | The Fleeing Nuns                        |                 | 24 ottobre 1968   |                 |
| 5  | The Plague That Came to Ford's Run      |                 | 31 ottobre 1968   |                 |
| 6  | The Bait                                |                 | 7 novembre 1968   |                 |
| 7  | Big, Black and Out There                |                 | 14 novembre 1968  |                 |
| 8  | Flag of Truce                           |                 | 21 novembre 1968  |                 |
| 9  | Valley of the Sun                       |                 | 28 novembre 1968  |                 |
| 10 | The Patriot                             |                 | 5 dicembre 1968   |                 |
| 11 | The Return of the Sidewinder            |                 | 12 dicembre 1968  |                 |
| 12 | Minnow for a Shark                      |                 | 2 gennaio 1969    |                 |
| 13 | To Slay a Giant                         |                 | 9 gennaio 1969    |                 |
| 14 | A Tall Tale of Prater Beaseley          |                 | 16 gennaio 1969   |                 |
| 15 | Copperhead Izzy                         |                 | 30 gennaio 1969   |                 |
| 16 | Three Score and Ten                     |                 | 6 febbraio 1969   |                 |
| 17 | Jonah                                   |                 | 13 febbraio 1969  |                 |
| 18 | Bickford's Bridge                       |                 | 20 febbraio 1969  |                 |
| 19 | A Touch of Charity                      |                 | 27 febbraio 1969  |                 |
| 20 | For Want of a Hero                      |                 | 6 marzo 1969      |                 |
| 21 | Love and Equity                         |                 | 13 marzo 1969     |                 |
| 22 | The Allies                              |                 | 27 marzo 1969     |                 |
| 23 | A Man Before His Time                   |                 | 3 aprile 1969     |                 |
| 24 | For a Few Rifles                        |                 | 10 aprile 1969    |                 |
| 25 | Sweet Molly Malone                      |                 | 17 aprile 1969    |                 |
| 26 | A Pinch of Salt                         |                 | 1º maggio 1969    |                 |